# Crassula decidua
Crassula decidua (лат.) — вид суккулентных растений рода Толстянка (Crassula) семейства Толстянковые (Crassulaceae), естественно произрастающий на территории Капской провинции Южно-Африканской Республики.

## Ботаническое описание
Многолетние растения, обладают короткими ветвями длиной до 6 см и 25 см в период цветения. Они маловетвистые, слегка утолщенные у основания. Листья сидячие, имеют размеры от 1 до 2,5 (-3,5) см в длину и от 0,6 до 1,2 (-1,5) см в ширину. Форма листьев яйцевидно-кульчатая, с дорзивентральным уплощением и слегка выпуклостью с обеих сторон. Они тупые или округлые, покрыты сосочками с тонкими сферическими вершинами, и с возрастом часто становятся голыми. Цвет листьев варьирует от зеленого до серо-зеленого, старые листья опадают.

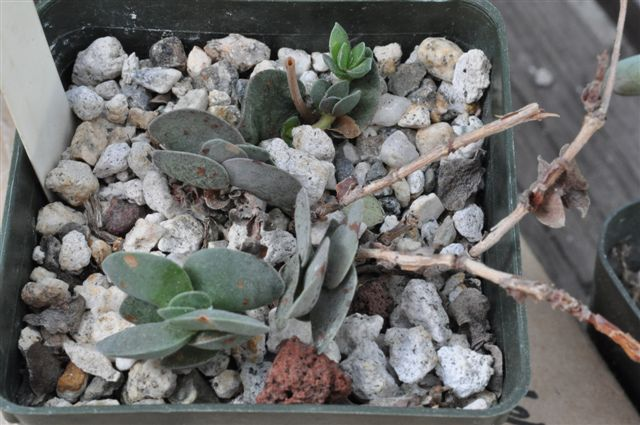
В культуре

Соцветие представляет собой верхушечный колосовидный тирс с несколькими плотными дихазиями. Листья постепенно укорачиваются ниже соцветия и опадают перед началом плодоношения. Прицветники имеют продолговато-треугольную форму. Цветки сидячие, венчик трубчатый. Чашелистики длиной 2 – 2,5 мм, треугольные, острые, покрыты короткими раскидистыми волосками с краевыми ресничками. Мясистые, зеленые, лепестки длиной 2,5 – 3,5 мм, продолговато-обратно-ланцетные, острые или тупые, со спинным придатком, кончики прямостоячие или слегка загнутые назад, окрашены в белый цвет. Пыльники черные. Время цветения: декабрь – март. 
Главной характеристикой данного вида является опадание листьев, что выделяет его среди всех прочих таксонов секции Argyrophylla. В естественных условиях он не широко распространен, и обнаружить его сложно из-за того, что он произрастает в густо разветвленных кустарниках.

## Таксономия
Crassula decidua Schönland, первое упоминание в Trans. Roy. Soc. South Africa 17: 258 (1929).